# Сігрід Унсет
Сігрід Унсет (норв. Sigrid Undset; 20 травня 1882, Калундборг, Данія — 10 червня 1949, Ліллегаммер, Норвегія) — норвезька письменниця, поетеса, перекладачка та сценаристка, лауреатка Нобелівської премії 1928 року за «провідний для неї могутній опис життя Півночі в Середні віки».

## Біографія
Сігрід народилася в данському місті Калундборзі, її мати була данкою, а батько — норвежцем, знаменитим археологом. Він помер, коли Сігрід було 11 років. Вона змушена була залишити школу і влаштуватися на роботу в Осло, в комерційну «компанію електрики». Немилій роботі дівчина змушена була віддати цілих 10 років своєї юності, аж до того моменту, коли вона опублікувала свої перші книги: «Фру Марта Еулі» (1907 рік) і через рік — «Щасливий вік». Унсет вирішує повністю посвятити себе літературі. Земна любов, життя жінки, сім'я — ось перші теми, які згодом проходитимуть через всю її творчість.
Під час однієї з поїздок до Риму Сігрід познайомилася з художником Андерсом Сварстадом, з яким одружилася в 1912 році. Але з ним вона прожила недовго: в 1919-му вона залишила чоловіка, будучи вже матір'ю трьох дітей.
У 1912 році з-під пера Унсет виходить збірка «Знедолені», а в період з 20-го по 22-й рік вона досягає вершини своєї творчості — пише трилогію «Крістін, дочка Лавранса» («Вінець», «Хазяйка», «Хрест»). Від древніх нордичних саг — до сучасності, з незмінною ідеєю глибокого і вимогливого внутрішнього життя, захисту жіночого характеру і релігійного сприйняття життя.
В період, коли Унсет додає своїм найбільшим творам риси геніальних духовних творів, свою релігійність вона переносить на сторінки книг, перетворюючи її в істину про освячення душі, підкореної Богом. Хоча вона і надихається жанром саги — адже вона «виросла» на сагах північного Середньовіччя, — як по структурі, так і по стилю і змісту, її твори пронизані невичерпним символічним диханням, словами, що відображають всю багатоскладовість сенсу життя людини у вічності.
Епічний ритм і блиск життя; вікінги і легенди, науково-історичні дослідження і язичницькі традиції скандинавських народів: ось рівні і перспективи, які зустрілися в ній і в її культурі з християнським вченням, розкривши живу і діяльну силу духу, але також і якнайглибшу громадянську і соціальну свідомість. Це було не розривом, але сповненням.
У 1928 році Сігрід Унсет отримала Нобелівську літературну премію. Мотивування нагороди закінчується такими словами: «Сігрід Унсет отримує її в самому розквіті свого генія: винагорода вручається поетесі, творчість якої може мати своє коріння лише в воістину великому і надзвичайно зібраному дусі». Премію авторка витратила на письменницькі стипендії, а решту грошей і золоту медаль передала Фінляндії під час Зимової війни 1939 року.
Аж до початку Другої світової війни життя Унсет було насиченим, але безтурботним. Вона писала історичні романи, романи про сучасність, публікувала збірки есе, автобіографію і мемуари.
Коли у квітні 1940-го Норвегія — ще з 30-х рр. яра противниця Гітлера — була окупована німцями, Сігрід Унсет була змушена жити у вигнанні — спочатку у Швеції, потім в Америці. На війні вона втратила сина, а від хвороби померла дочка. Після повернення до Норвегії в 1945 році Сігрід Унсет прожила ще чотири роки, не написавши жодного слова.

## Переклади українською
- Сіґрід Унсет. Єнні / пер. з нор. Наталя Іліщук. — К. : Yakaboo Publishing, 2024. — 336 с. — ISBN 978-617-8222-97-0.
- Сіґрід Унсет. Крістін, донька Лавранса: Вінець / пер. з нор. Микита Никончук. — Л. : Апріорі, 2025. — 288 с. — ISBN ?.

## Вшанування
- 9919 Унсет — астероїд, названий на честь письменниці[10].
- Сігрід Унсет вшанована на Поверсі спадщини Джуді Чикаго.

## Переклади українською мовою
Сігріт Унсет. Єнні / переклад з норв. Наталії Іліщук. - Київ. : Yakaboo Publising, 2024. - 336 с./ (Серія "Галерея світової прози: європейська візія").
паперова книга - ISBN 978-617-8222-97-0 https://www.yakaboo.ua/ua/enni.html
електронна книга - ISBN 978-617-8222-98-7 https://www.yakaboo.ua/ua/enni-3168064.html
аудіокнига - ISBN 978-617-8222-99-4 https://www.yakaboo.ua/ua/enni-3234281.html